# Villars-Sainte-Croix
Villars-Sainte-Croix je obec na jihozápadě Švýcarska, v okrese Ouest lausannois v kantonu Vaud. Žije zde 962 obyvatel.

## Geografie
Villars-Sainte-Croix leží v nadmořské výšce 415 m, vzdušnou čarou 7 km severozápadně od hlavního města kantonu, Lausanne. Obec se nachází na náhorní plošině na jižním okraji oblasti Gros de Vaud ve střední části kantonu Vaud, mezi údolími řek Venoge na západě a Sorge na východě, v panoramatické poloze asi 170 metrů nad hladinou Ženevského jezera.
Území obce o rozloze 1,7 km² pokrývá část na jihu oblasti Gros de Vaud, obilnice kantonu Vaud. Území obce se rozkládá na kopci Villars-Sainte-Croix a na východě je ohraničeno údolím Sorge, které se zařezává do náhorní plošiny. Nejvyšší bod obce leží v nadmořské výšce 550 m pod obcí Les Esserts. V roce 1997 bylo 32 % rozlohy obce pokryto zastavěnou plochou, 10 % lesy a lesními porosty a 58 % zemědělstvím.
Součástí Villars-Sainte-Croix je rozsáhlý průmyslový areál na hranici obce s Crissier. Sousedními obcemi jsou Bussigny, Vufflens-la-Ville, Mex a Crissier.

## Historie
První zmínka o obci pochází z roku 1227 a nese název Sainte-Croix. Kostel zmíněný v roce 1230 a hospic svatého Jana z roku 1272 byly po reformaci zničeny. Název Villaret se objevil až v roce 1543.
Po dobytí Vaudu Bernem v roce 1536 přešlo Villars-Sainte-Croix pod správu panství Lausanne. Po pádu Staré konfederace patřila obec v letech 1798–1803 v období helvétského soustátí ke kantonu Léman, který byl poté po vstupu v platnost Ústavy o zprostředkování sloučen s kantonem Vaud. V roce 1798 byla obec přiřazena k okresu Morges.

## Obyvatelstvo
| Rok            | 1850 | 1900 | 1910 | 1930 | 1950 | 1960 | 1970 | 1980 | 1990 | 2000 |
| Počet obyvatel | 160  | 142  | 129  | 96   | 129  | 113  | 152  | 346  | 496  | 602  |

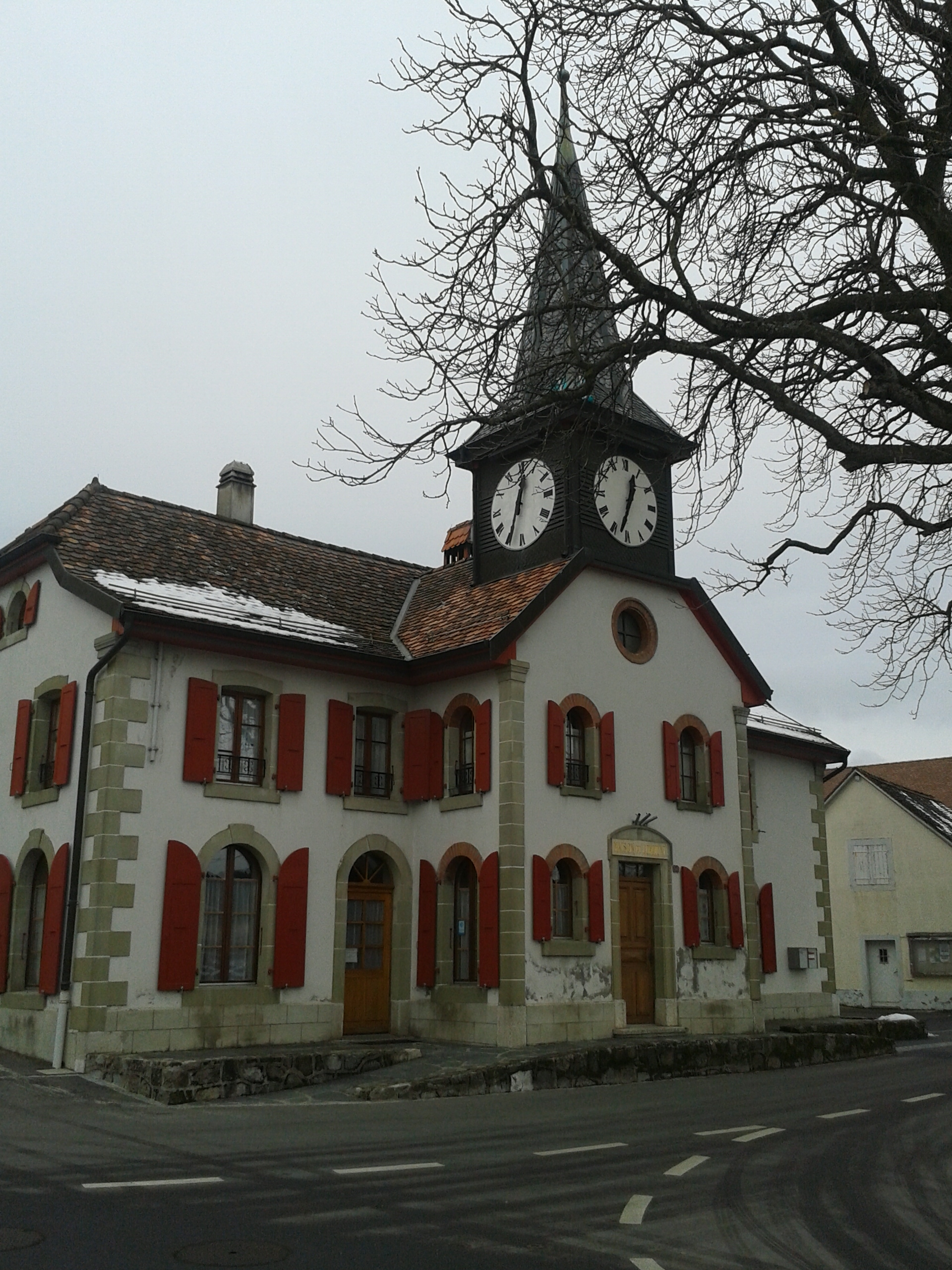
Obecní úřad

Z celkového počtu obyvatel je 88,0 % francouzsky mluvících, 5,2 % italsky mluvících a 4,2 % německy mluvících (stav v roce 2000). Od roku 1960 (113 obyvatel) se počet obyvatel během 40 let zvýšil šestkrát. Dnes je Villars-Sainte-Croix součástí aglomerace Lausanne.

## Hospodářství
Až do druhé poloviny 20. století byla obec Villars-Sainte-Croix převážně zemědělskou obcí. Dnes hraje zemědělství ve struktuře zaměstnanosti obyvatelstva pouze okrajovou roli. Na severu obce se nachází malá vinařská oblast.
Od 70. let 20. století se na jihu obce rozvíjí obchodní a průmyslová zóna, která výrazně změnila hospodářskou strukturu Villars-Sainte-Croix. Sídlí zde významné podniky v oblasti strojírenství, kovovýroby, výroby karoserií, přesné mechaniky a tiskárna. V posledních letech se obec díky své atraktivní poloze rozvinula v rezidenční obec. Mnoho pracujících proto dojíždí za prací převážně do Lausanne.

## Doprava
Obec má výborné dopravní spojení. Nachází se na hlavní silnici č. 9 z Lausanne do Vallorbe. V obci se nachází křižovatka dálnic dálnici A1 (Ženeva–Lausanne–Yverdon) a A9 Villars-Sainte-Croix (Lausanne–Sion) Villars-Sainte-Croix. V rámci rozlehlé dálniční křižovatky vznikla i obytná čtvrť. Dálniční křižovatka Lausanne-Crissier na dálnici A1 je vzdálena asi 2 km od centra obce. Villars-Sainte-Croix je napojeno na síť veřejné dopravy autobusovou linkou 32 společnosti Transports publics de la région lausannoise, která jezdí mezi Renens a Mex.